# Postgut
Postgut war eine erstmals am 15. Januar 1933 eingeführte Sendungsart der Deutschen Reichspost. 

## Geschichte
Zunächst war das Postgut nur versuchsweise zwischen bestimmten größeren Orten zugelassen. Es mussten mindestens fünf Sendungen für denselben Bestimmungsort aufgegeben werden. Das Höchstgewicht wurde auf 7 kg festgesetzt. Die Einlieferung war auch als unversiegelte Wertsendungen oder als Nachnahmesendung zugelassen. Die Einlieferung als versiegelte Wertsendung sowie Verlangen eines Rückscheins sowie die Eilzustellung war jedoch nicht zulässig. 
Für Postgutsendungen bestand kein Freimachungszwang. Es wurden auch keine Zuschläge für nicht freigemachte Postgutsendungen bis 5 kg erhoben. In den Einlieferungsgebühren war die Zustellgebühr bereits mit enthalten. Haftungsrechtlich bestand die gleiche Haftung wie für Pakete. 
Am Tag der offiziellen Einführung des Postgutes (15. Januar 1933) wurden die Einlieferungsgebühren gesenkt und es wurde reichsweit die uneingeschränkte Annahme von Postgütern im Ortsverkehr zugelassen. 
Der Versand von Postgütern wurde in der Zeit des Zweiten Weltkrieges von der Reichspost eingestellt.
Am 1. April 1950 wurde bereits bei der Bundespost durch eine Amtsblattverfügung das Postgut wieder zugelassen. Ab 1. Juli 1955 war auch die Versandmöglichkeit eines Schnellpostgutes möglich.
Am 1. August 1954 wurde es auch bei der Deutschen Post der DDR als Wirtschafts-Postgut im Kleingutverkehr eingeführt.
In der Postordnung von 1964 wird dann die neuen Versandvorschriften geregelt: Als Postgut konnten Paketsendungen nun gegen eine ermäßigte Gebühr verschickt werden, wenn sie im Ortsverkehr oder im Verkehr zwischen bestimmten Orten verschickt wurden oder falls mindestens drei Sendungen gleichzeitig von einem Versender nach einem Bestimmungsort eingeliefert wurden. Postgut durften nur von Selbstbuchern eingeliefert werden. Unfreie, d. h. Pakte, deren Entgelte der Empfänger zu zahlen hatte (erkennbar an den braunen Paketnummern), oder sperrige Sendungen waren als Postgut nicht zugelassen (jedoch vom 1. Juli 1974 bis 31. Dezember 1978 waren diese zugelassen). Nachnahme und Eilzustellung waren auch zugelassen. Von der Beförderung ausgeschlossen waren versiegelte Wertsendungen, Rückschein, Luftpost und dringende Beförderung. Ebenso nicht zulässig war die Zustellung in die SBZ und nach Ostberlin. 
Im Verkehr zwischen dem Land Berlin und dem übrigen Bundesgebiet war für die Berechnung der Paket- und Postgutgebühren jeweils die gebührenmäßig nächstniedrigere Entfernungsstufe maßgebend. Diese Maßnahme wurde zum 1. Juli 1991 aufgehoben. Das Höchstgewicht stieg am 1. September 1971 auf 10 kg, der Gebührenunterschied zwischen Postgut und Paket betrug einheitlich 30 Pfennig. Am 1. Januar 1979 wurde das Höchstgewicht auf 20 kg angehoben. Seit 1988 wurde beim Postgut nicht mehr nach Entfernungszonen unterschieden. Beim Postgut wurden Zustellgebühren bzw. Gebühren für das Bereithalten postlagernder Sendungen zur Abholung nicht erhoben.